# Hawker Siddeley Harrier
El Hawker Siddeley Harrier, coloquialmente llamado jump jet (en inglés: reactor saltador), es un avión de ataque a tierra y reconocimiento desarrollado en la década de 1960 que formó la primera generación de la serie Harrier. Fue el primer avión operacional con capacidad V/STOL (despegue y aterrizaje verticales/cortos) y el único diseño V/STOL realmente exitoso de los muchos que surgieron en los años sesenta. El Harrier fue producido directamente de los prototipos Hawker Siddeley Kestrel después de la cancelación de un modelo supersónico más avanzado, el Hawker Siddeley P.1154. La Real Fuerza Aérea (RAF) encargó las variantes Harrier GR.1 y GR.3 a finales de los años cincuenta. Luego, en la década de 1970, fue exportado a Estados Unidos, donde recibió la designación AV-8A, para ser usado por el Cuerpo de Marines y también a España bajo el nombre de AV-8S Matador para ser embarcado en el portaaeronaves Dédalo de la Armada Española.
La RAF posicionó gran parte de sus Harrier en Alemania Occidental como defensa contra una posible invasión de Europa occidental por parte de la Unión Soviética; las capacidades únicas del Harrier permitieron a la RAF dispersar sus fuerzas lejos de bases aéreas vulnerables. El Cuerpo de Marines de los Estados Unidos utilizó sus Harrier principalmente para apoyo aéreo cercano, operando desde buques de asalto anfibio, y, si era necesario, desde bases de operaciones avanzadas. La capacidad del Harrier para operar desde instalaciones terrestres mínimas y pistas muy cortas posibilitan su uso en lugares en los que otros aviones no pueden ser empleados. Por otras parte, el Harrier recibió críticas por tener un alto índice de siniestralidad y por un proceso de mantenimiento lento.
En los años setenta se desarrolló el cazabombardero British Aerospace Sea Harrier, provisto de radar, como un derivado del Harrier para ser usado por la Marina Real británica en sus portaaviones clase Invincible. El Harrier y el Sea Harrier estuvieron presentes en la guerra de las Malvinas de 1982, donde demostraron ser un tipo de aeronave crucial y versátil. Los Sea Harrier de la Marina Real se encargaron de la defensa aérea mientras los Harrier de la RAF se centraron en las misiones de ataque a tierra en apoyo de las fuerzas terrestres británicas. Posteriormente entre Estados Unidos y Reino Unido se desarrollaron las versiones del Harrier de segunda generación, con un profundo rediseño, AV-8B Harrier II y BAE Harrier II, fabricados por McDonnell Douglas y British Aerospace (Boeing y BAE Systems a partir de los años 1990).
La innovadora serie Harrier y sus motores Rolls-Royce Pegasus de empuje vectorial han generado un interés a largo plazo en los aviones V/STOL. Como ejemplo de ello, están el Yakovlev Yak-38, modelo similar al Harrier puesto en servicio en la Unión Soviética en los años 1970, así como la variante B del Lockheed Martin F-35 Lightning II, que se encuentra actualmente en desarrollo y será el sustituto del Harrier.

## Desarrollo
El Hawker P.1127 y el Hawker Siddeley Kestrel FGA.1 fueron los aviones experimentales que precedieron al Hawker Siddeley Harrier.

### P.1127

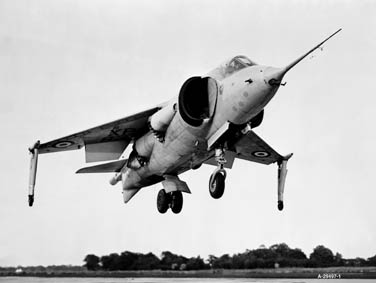
Prototipo Hawker P.1127 matrícula XP831 elevándose en el aire en 1962.

El diseño del Harrier deriva del avión experimental Hawker P.1127. Antes de desarrollar el P.1127 Hawker Aircraft había estado trabajando en un sustituto del Hawker Hunter, el Hawker P.1121. Pero el P.1121 fue cancelado después de que el Gobierno Británico publicara el Libro Blanco de Defensa de 1957, que abogaba por una política de abandono de las aeronaves tripuladas hacia los misiles. Esta política dio lugar a la terminación de la mayoría de los proyectos de desarrollo de aeronaves que estaban en curso para las Fuerzas Armadas Británicas. Hawker trató de pasar rápidamente a un nuevo proyecto y se interesó en las aviones de despegue y aterrizaje verticales, conocidos por las siglas en inglés VTOL, que no necesitan de pistas para operar. Según el Mariscal en Jefe del Aire Sir Patrick Hine este interés pudo haber sido estimulado por la presencia del requerimiento ASR 345, que buscaba una aeronave V/STOL de ataque a tierra para la Fuerza Aérea Real.
Los trabajos de diseño del P.1127 fueron iniciados oficialmente en 1957 por los ingenieros aeronáuticos Sir Sydney Camm y Ralph Hooper, de Hawker Aircraft, y por el ingeniero de motores Stanley Hooker, de Bristol Engine Company. La estrecha colaboración entre Hawker, fabricante de la estructura, y Bristol, fabricante del motor, fue vista por el ingeniero de proyectos Gordon Lewis como uno de los factores claves que permitieron la continuación del desarrollo del Harrier a pesar de los obstáculos técnicos y contratiempos políticos. En lugar de utilizar rotores o un empuje directo de reacción, el P.1127 contaba con un innovador motor turbofán con toberas de empuje vectorial que permitían orientar el empuje hacia abajo para elevarse o hacia atrás para avanzar, este motor es el Rolls-Royce Pegasus. El Pegasus I solo desarrollaba 9.000 lbf (4,1 kN) de empuje y funcionó por primera vez en septiembre de 1959. En junio de 1960 se firmó un contrato para los dos primeros prototipos de desarrollo. Cuando el Pegasus II de 11.500 lbf (51 kN) estuvo listo, en octubre del mismo año, el P.1127 se elevó en el aire por primera vez atado, y el 19 de noviembre de 1960 realizó su primer vuelo VTOL sin ningún tipo de sujeción. De los seis prototipos construidos se estrellaron tres, uno durante una exhibición aérea en el Salón Internacional de la Aeronáutica y el Espacio de París-Le Bourget de 1963.

### Evaluación tripartita

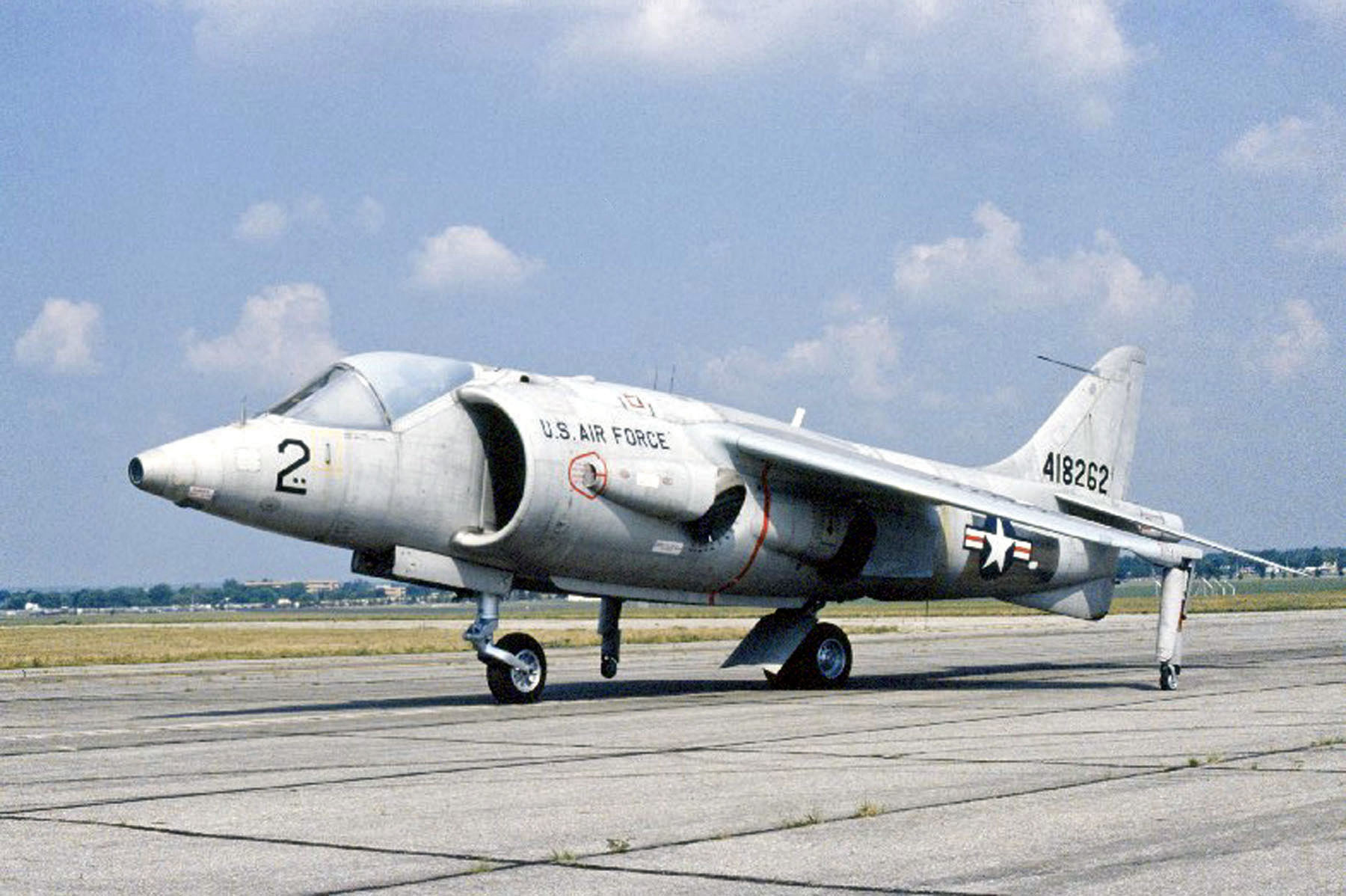
Hawker Siddeley XV-6A Kestrel.

El intento británico por sacar adelante el proyecto consistió en internacionalizar el proyecto, involucrando a otros países en la fase de investigación y desarrollo. El desarrollo inmediato del P.1127 fue el Hawker Siddeley Kestrel FGA.1, que apareció tras ser creada la empresa Hawker Siddeley Aviation. El Kestrel era un avión de evaluación y solo se fabricaron nueve, realizando su primer vuelo el 7 de marzo de 1964.
Los aviones fueron entregados al Escuadrón Tripartito de Evaluación con base en West Raynham (Norfolk) y formado por diez pilotos de la RAF, Estados Unidos y la Alemania Occidental. Uno de los aviones se perdió pero el resto fueron transferidos a los Estados Unidos para ser evaluados por el Ejército, la Fuerza Aérea y la Armada, bajo la designación de XV-6A Kestrel. Durante el programa de evaluación se realizaron 938 misiones y 600 horas de vuelo, obteniendo una valoración positiva sobre la potencialidad del aparato. Al término de la fase experimental, los aparatos supervivientes se dividieron entre Estados Unidos y el Reino Unido, prosiguiendo autónomamente las evaluaciones.
De esta experiencia nació el requisito NBMR-3 de la OTAN, que pedía avión V/STOL de las mismas prestaciones que uno convencional. Hawker Aircraft presentó una variante actualizada del Kestrel, rebautizada como P.1154, que resultó ganadora. Pero debido a divergencias políticas y a la oposición francesa, que apoyaba la versión V/STOL del Mirage III, el concurso acabó en nada.
La RAF realizó un pedido de 60 aviones en 1966, y la primera serie de preproducción de Harrier, por entonces los aviones eran denominados P.1127(RAF) empezaron a volar a mediados de 1967.

### P.1154
En la época de desarrollo del P.1127, Hawker comenzó el diseño de una versión supersónica, el Hawker P.1154, sin embargo, un turboventilador era incapaz de generar la potencia para vuelo supersónico sostenido.
En Inglaterra la RAF y la Royal Navy mostraron interés en el P.1154 en dos configuraciones específicas para cada uno. En 1964 la Royal Navy decidió comprar una versión del F-4 Phantom II. La Real Fuerza Aérea se vio obligada a retirarse del P.1154, dada la imposibilidad económica de asumir sola un programa tan avanzado. Pero teniendo la necesidad de sustituir a sus Hunter, tras su cancelación en 1965 del Kestrel, la RAF comenzó a buscar una versión sencilla del Kestrel, denominada como el P.1127(RAF). A mediados de 1966, la RAF encargó el P.1127(RAF) como el Harrier GR.1, con los primeros aviones de preproducción volando al siguiente año. El Harrier GR.1(2) efectuó el primer vuelo el 28 de diciembre de 1967, siendo entregado a la RAF el primer avión en abril de 1969.

## Diseño

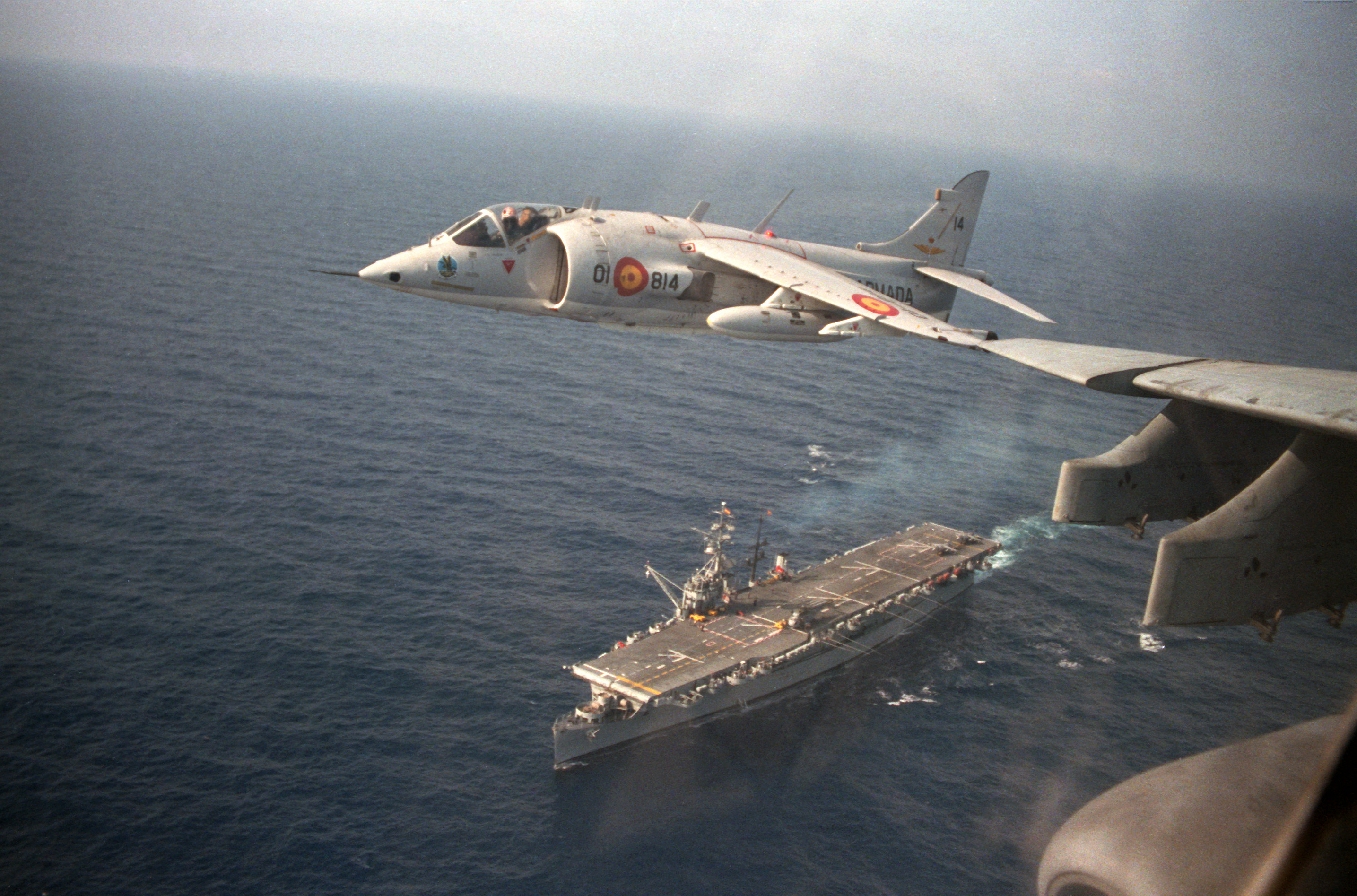
Un AV-8S Matador español sobrevolando el portaaeronaves Dédalo.

El avión de combate “Harrier” constituye el único caso de avión con capacidad de despegue y aterrizaje vertical/corto, V/STOL (Vertical/Short Take Off and Landing), que ha sido construido en cantidad y ha entrado en servicio operativo en cantidades importantes y con éxito. Al ser un avión incapaz de alcanzar velocidades supersónicas, el Harrier no podía actuar como caza interceptor, por el contrario su agilidad lo orientaba más como un avión de ataque y soporte aéreo cercano.
Su entrada en servicio supuso una considerable innovación, por primera vez un avión podía ser empleado de manera eficaz sin depender sus operaciones de aeropuertos convencionales. Tal y como desmostraba la RAF en sus maniobras con la OTAN en Alemania el Harrier era capaz de desplegarse en bases improvisadas, con pistas de dimensiones reducidas, o empleando tramos de carretera o pistas de tierra, y siempre con mínimo apoyo logístico. Esta dispersión y camuflaje de sus bases garantizaba la supervivencia frente a los ataques enemigos, y permitía que el avión operase cerca del frente, dando apoyo al Ejército Británico.
La entrada en servicio operativo hizo ver también algunas deficiencias, especialmente en autonomía y capacidad de carga útil con respecto a los aparatos convencionales. Otros puntos débiles eran su mantenimiento bastante complejo y el elevado nivel de entrenamiento y pericia que se requería de sus pilotos.

## Variantes

### Harrier GR.1

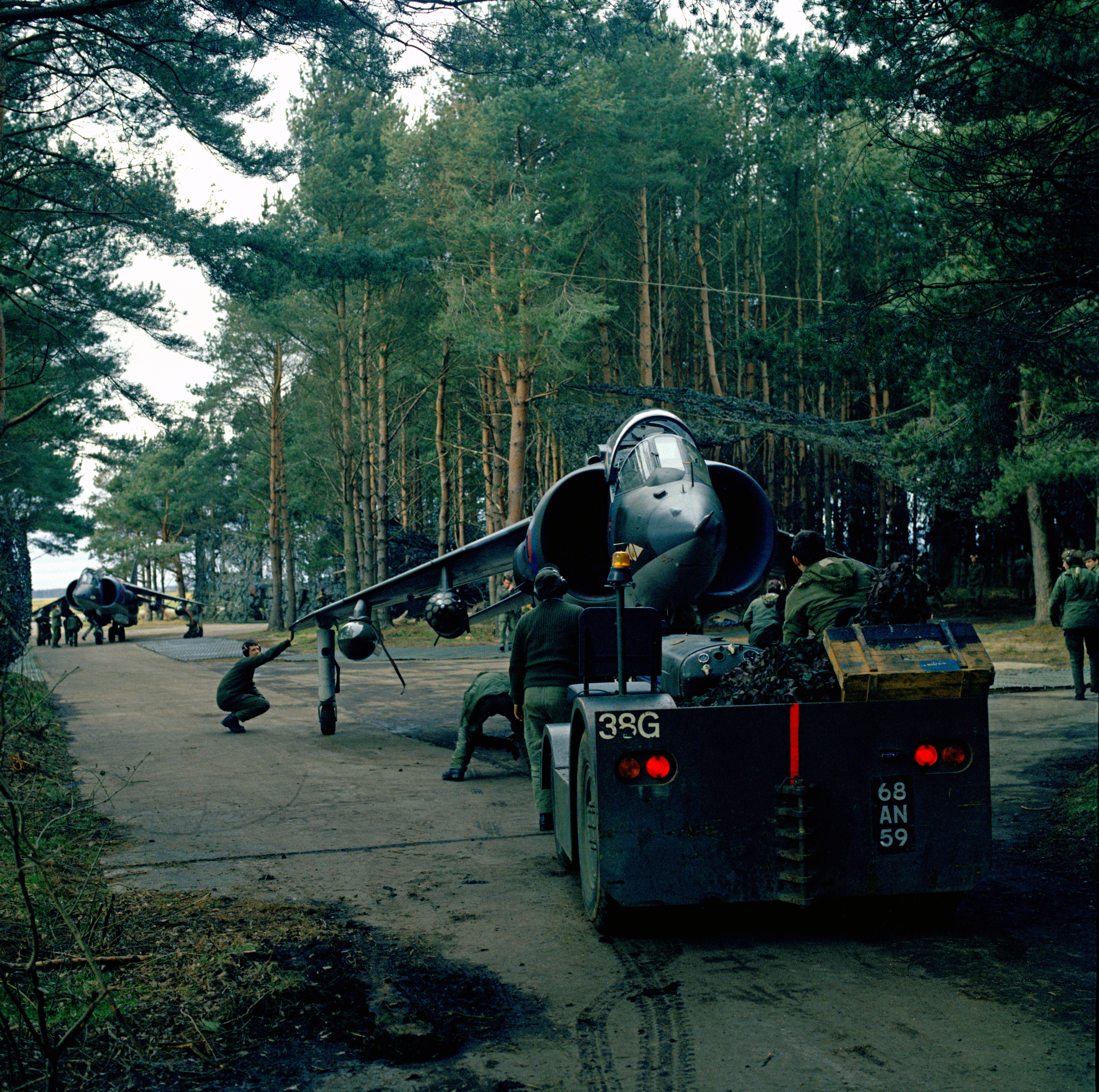
Una pareja de GR.1 de la RAF operan desde su escondite durante las maniobras SNOWY OWL, marzo 1972.

El Hawker Siddeley Harrier GR.1 fue el primer modelo de producción a partir del Kestrel, que realizó su primer vuelo el 28 de diciembre de 1967 y entró en servicio con la RAF el 1 de abril de 1969. Se fabricaron en las industrias de Kingston upon Thames, al sudoeste de Londres y en Dunsfold (Surrey). La RAF recibió 61 aviones del modelo GR.1.
El Harrier GR.1 presentaba diferencias respecto al Kestrel, empleaba un motor Roll-Royce Pegasus Mk.101 y tenía un ala completamente construida en una sola pieza, diseñada para optimizar el vuelo subsónico a baja altura. El ala podía acoplar un extremo que aumentaba su envergadura y permitía cargar más combustible, aumentando la autonomía en los vuelos de traslado (el radio de acción a plena carga del GR.1 era de 370 km.).
Los sistemas de ataque del Harrier GR.1 eran bastante básicos, consistiendo en el sistema de navegación y ataque Ferranti FE-541. El armamento del Harrier GR.1 era de dos cañones ADEN Mk.4 de 30 mm en la panza del avión y una carga máxima de 2.270 kg. que, alojada en cinco puntos externos, podía consituirse de combinaciones de:
- Bombas de 500 kg. o BL-755 (cluster),
- Contenedores Matra con 18 cohetes de 68 mm.
- Depósitos auxiliares de 455 litros.
- Un pod de reconocimiento fotográfico.

La técnica de despegue en salto de trampolín que los Harrier utilizaban para los portaaviones de la Royal Navy fue probado en el aeródromo de la Royal Navy de Yeovilton en Somerset. Las  cubiertas de vuelo fueron diseñadas en consecuencia con una curva hacia arriba en la sección de proa tras las pruebas con éxito.
La técnica de combate con los motores de empuje vectorial o viffing fue desarrollado por el Cuerpo de Marines de los Estados Unidos en el Harrier para superar en maniobrabilidad a los aviones hostiles o a las armas de ataque.

### Harrier GR.1A
El GR.1A fue una versión mejorada del GR.1, cuya principal diferencia era el motor actualizado y más potente Pegasus Mk 102. Un total de 58 GR.1A entraron al servicio de la RAF, de los cuales se fabricaron 17 unidades nuevas y 41 unidades fueron conversiones de GR.1 al nuevo modelo.

### Harrier GR.3

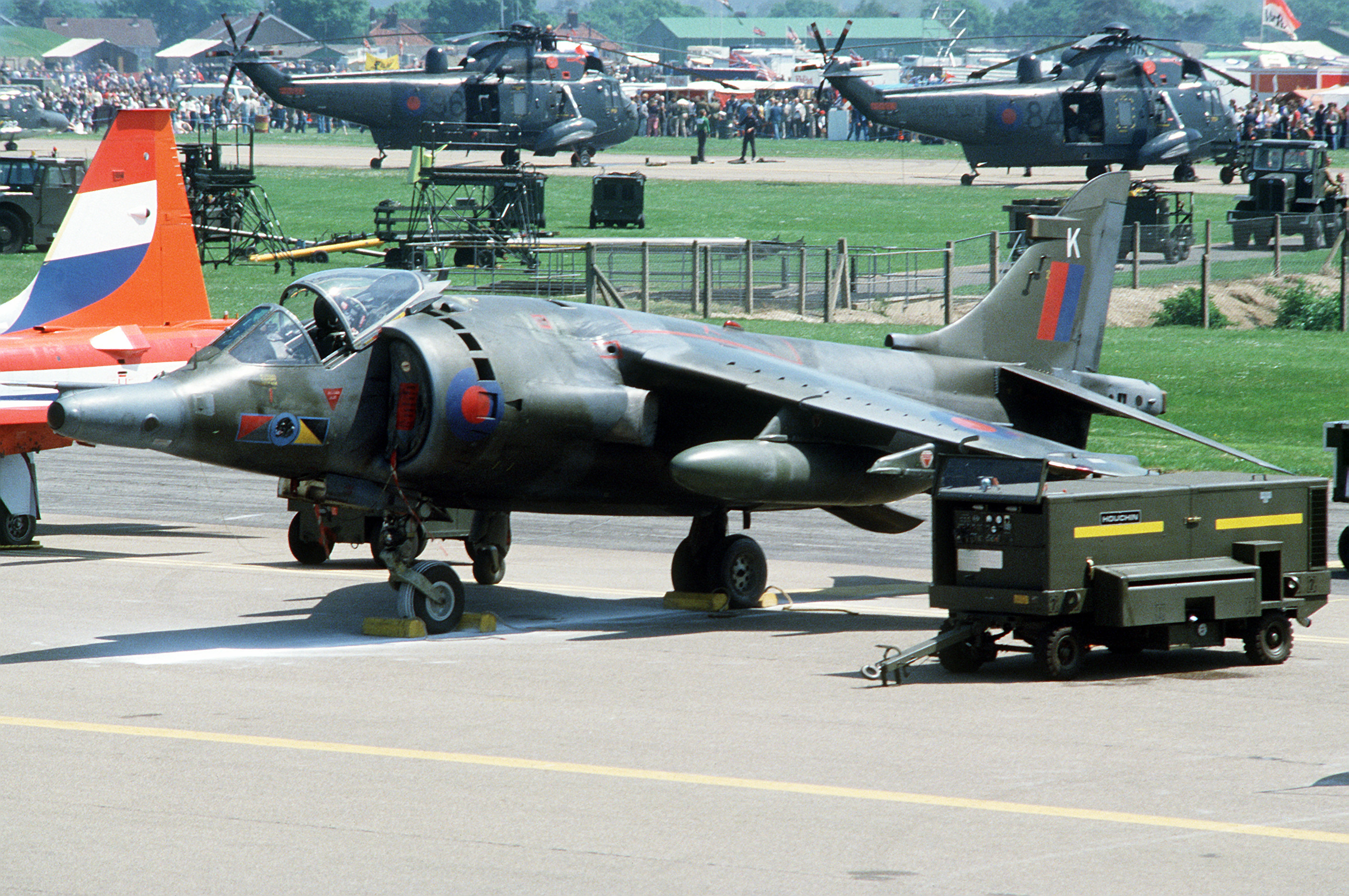
Harrier GR.3, con su distintivo rastreador láser frontal.

El GR.3 disponía de sensores mejorados, como un rastreador láser en el morro, contramedidas y una versión mejorada del motor Pegasus Mk 102, siendo además el último desarrollo de la primera generación de Harrier. Este modelo estuvo en servicio durante la guerra de las Malvinas. También se desplegó en Belice durante varios años un destacamento de GR.3 para reafirmar la soberanía británica. La RAF realizó un pedido de 118 unidades de los Harrier GR.1/GR.3.

### Harrier T.2/T.4/T.8
El T.2 era la variante de entrenamiento biplaza para la RAF. Contaba con las mismas prestaciones y sistemas de ataque que la versión GR.1, y fue desarrollada específicamente para facilitar la conversión operativa de los pilotos al Harrier, ya que la experiencia demostró que el avión era complicado de pilotar, sobre todo en el despegue y aterrizaje.
Un modelo posterior, el T.2A, que era una mejora del anterior, estaba equipada con el motor Rolls-Royce Pegasus Mk 102 del GR.1A. El T.4 también fue otra versión biplaza de entrenamiento.
Por razones presupuestarias la Royal Navy compró la versión Harrier T.4 de la RAF, denominándola T-4A. Más tarde  recibió otros siete biplazas ex-RAF, a los que denominó T-4AN. Posteriormente se compraron otros tres biplazas T-4N, que llevaban parte de la aviónica del FRS.1, pero sin el radar Blue Fox. Con la entrada en servicio del Sea Harrier FRS.2/FA.2, la Royal Navy transformó siete biplazas con parte de los sistemas del FRS.2/FA.2(sin el radar Blue Vixen),  los que denominó  T.8.
También India compró Harrier biplazas, en total seis ejemplares, denominados Mk.60.

### AV-8A Harrier

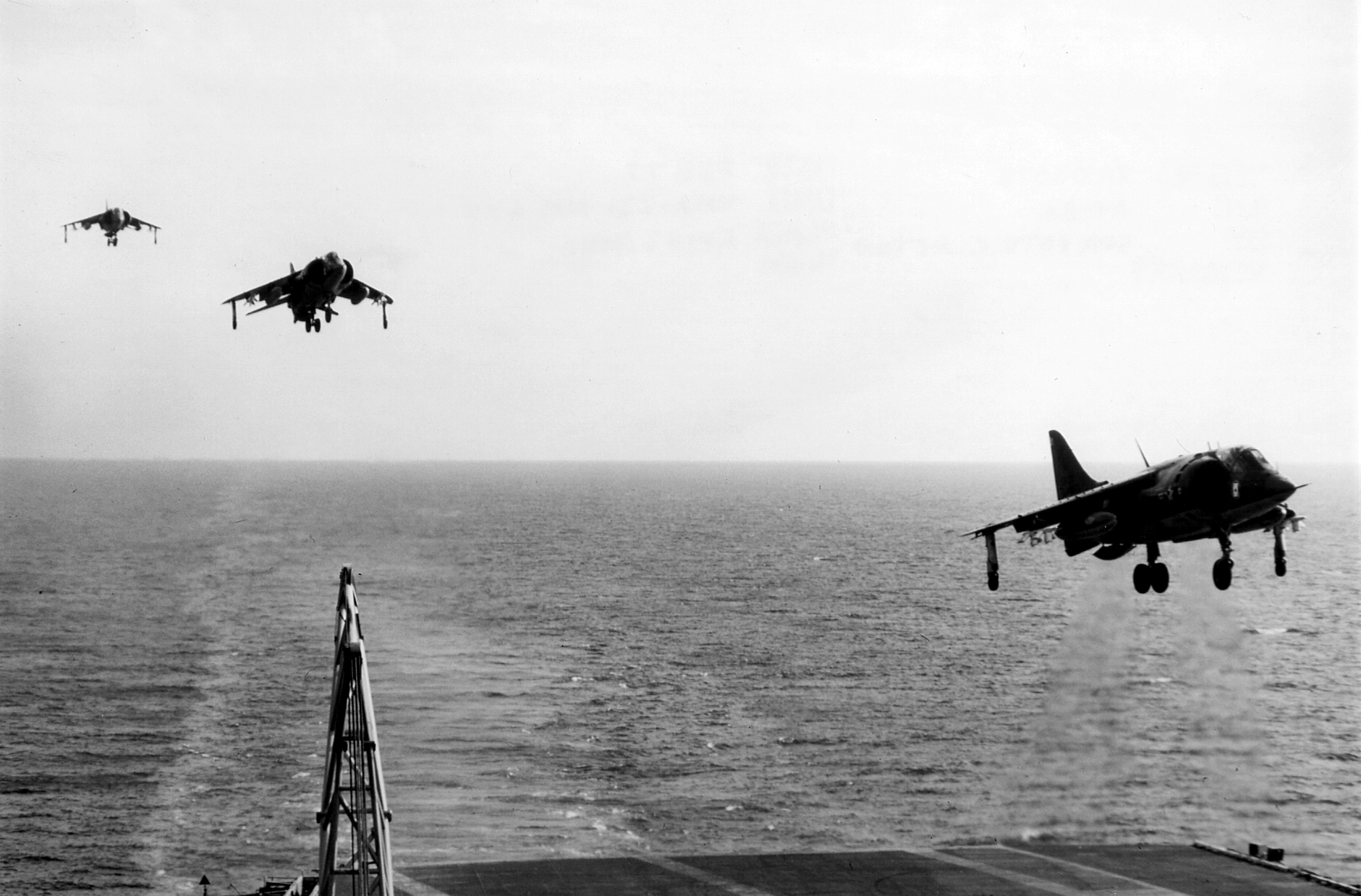
Aviones AV-8A del escuadrón VMA-231 se aproximan al portaviones USS Franklin D. Roosevelt (CV-42) para tomar tierra.

El AV-8A Harrier fue un modelo monoplaza de ataque a tierra, apoyo aéreo cercano y reconocimiento. Los AV-8A del Cuerpo de Marines de los Estados Unidos (USMC) eran muy similares a los primeros GR.1 y GR.1A. Se pidieron 102 AV-8A y 8 biplazas TAV-8A para los Marines y la Armada española. El AV-8A estaba armado con dos cañones ADEN de 30 mm bajo el fuselaje y dos misiles aire-aire AIM-9 Sidewinder. Estaba impulsado por un turbofan Rolls-Royce Pegasus Mk 103 y la designación en la empresa era Harrier Mk 50. Entre 1979 y 1984, las 47 unidades supervivientes de AV-8A se actualizaron y designaron como AV-8C, una versión mejorada realizada para el Cuerpo de Marines de Estados Unidos. Los Harrier de los Marines operaron desde buques de desembarco y en bases terrestres.
El Harrier parecía idóneo para cubrir una de las misiones más importantes encomendadas a la aviación del USMC: las misiones de apoyo aéreo cercano en los desembarcos de la infantería de marina. La adopción del AV-8A Harrier tuvo que vencer la oposición de la marina estadounidense (US Navy) por ser un avión diferente al que tenía la Navy en sus escuadrones de ataque, y la oposición de los políticos, que no eran favorables a la compra de un avión extranjero. Para poder vender el avión Hawker Siddeley y Rolls-Royce llegaron a acuerdos con las empresas McDonnell Douglas y Pratt & Whitney.  Los AV-8A y TAV-8A fueron fabricados en Inglaterra y enviados a EE. UU. para su ensamblaje final e instalación de sistemas de ataque.
Los Harrier estadounidenses se diferencian en emplear asientos eyectables y sistemas de ataque estadounidenses, depósitos auxiliares de 1.135 litros y armamento de fabricación también estadounidense (bombas Rockeye y misiles AIM-9 Sidewinder). Un par de AV-8A fueron utilizados con fines experimentales durante un cierto periodo de tiempo por la NASA.
Más de la mitad de los AV-8A fabricados terminaron estrellándose. La razón principal es que su sistema de control, mucho más complejo que el de un avión convencional, era puramente mecánico.  En la versión siguiente, el AV-8B el control pasó a ser digital y ello le permitió tener menos accidentes, aunque sus estadísticas son aun mucho peores que las de otros aviones militares.

### AV-8S Matador

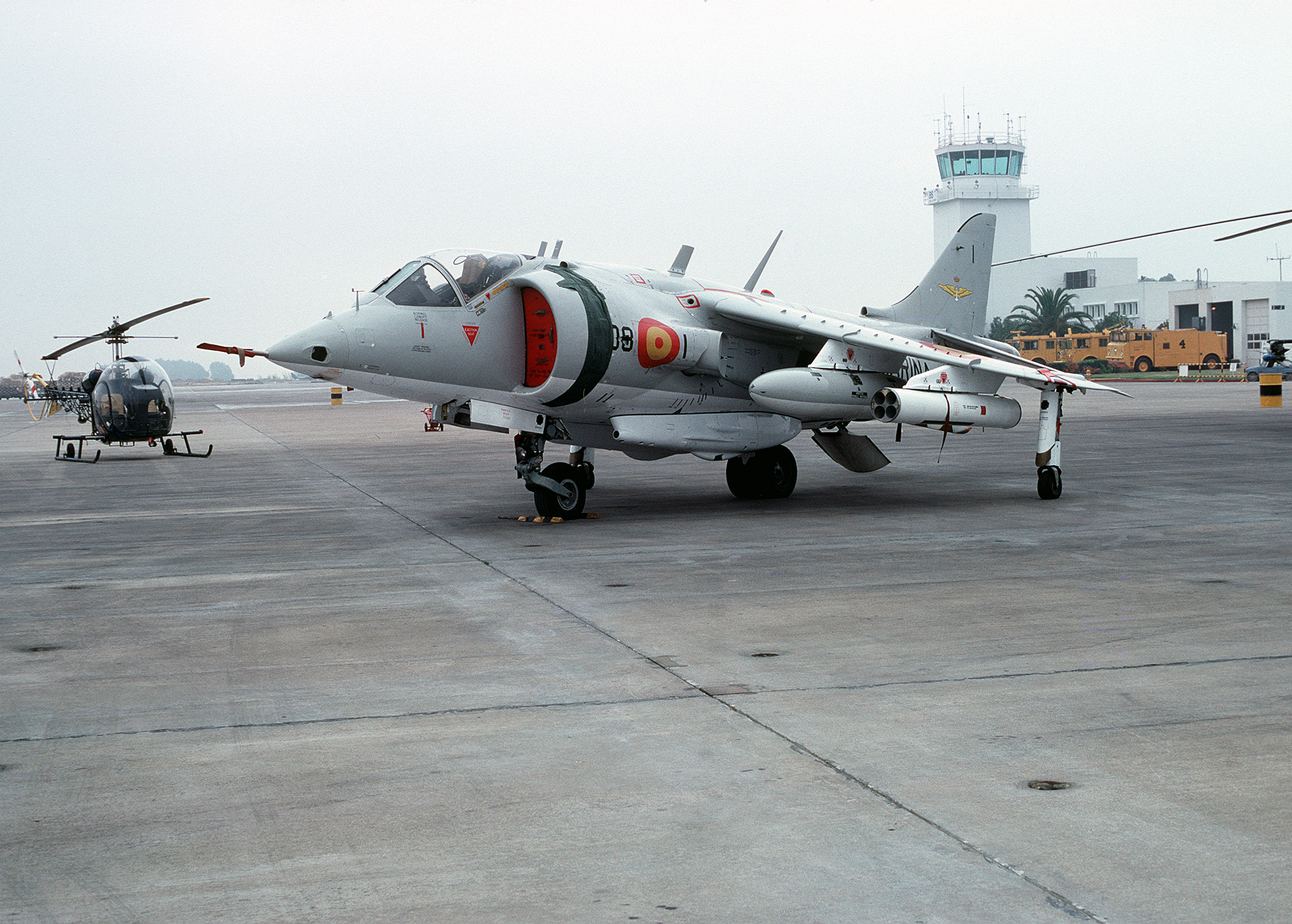
Un AV-8S Matador de la Armada Española en 1977.

El AV-8S era la versión de exportación del AV-8A para la Armada Española, que posteriormente se vendieron a la Real Armada de Tailandia, en total siete AV-8S y dos TAV-8S. La designación española era de VA-1 Matador mientras que en la empresa Hawker Siddeley fue denominado como Harrier Mk 53 para el primer lote de producción de 1973 (ocho AV-8S y dos TAV-8S biplazas) y Harrier  Mk 55 para el segundo lote comprado en 1980 (cinco AV-8S).

### TAV-8A Harrier

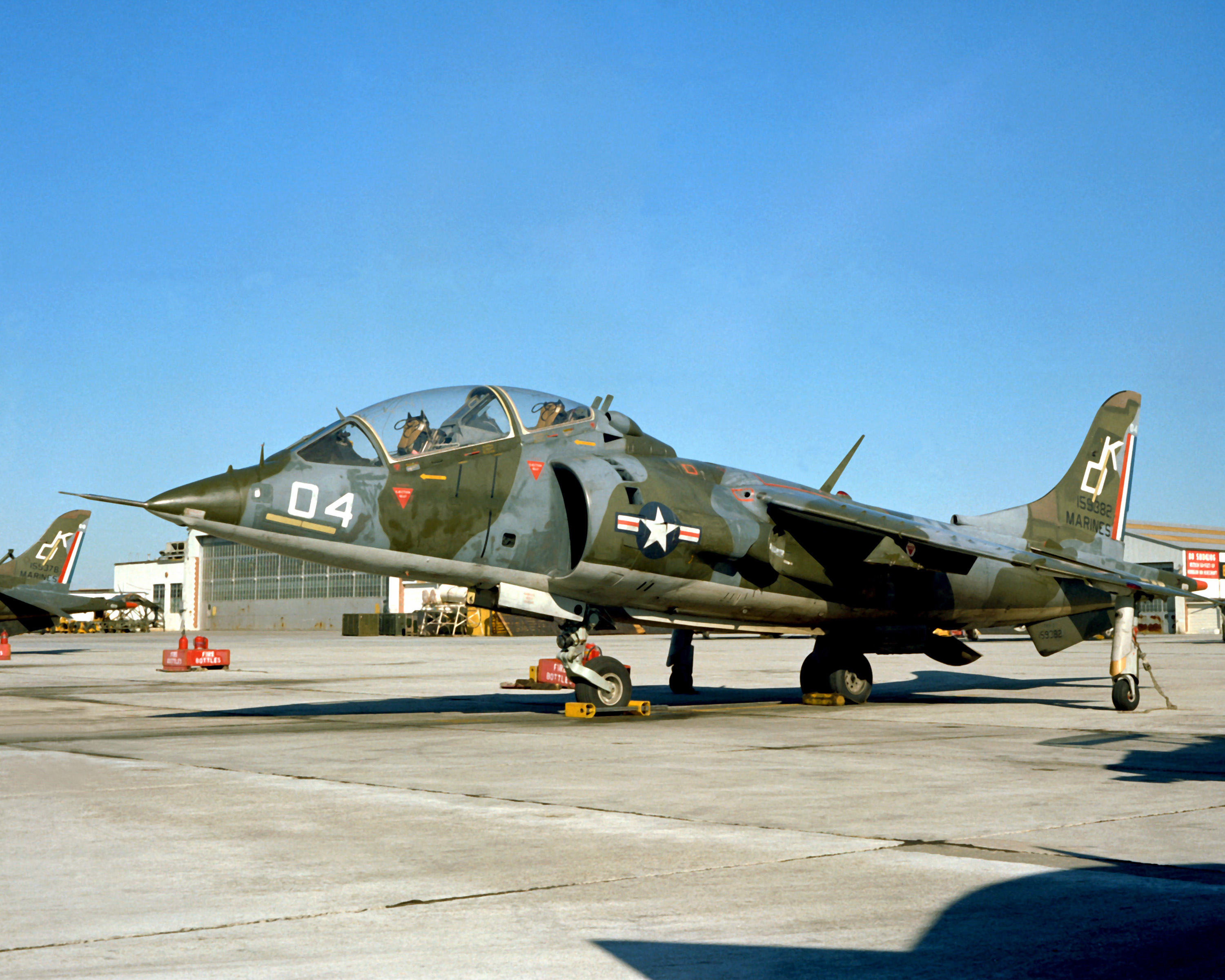
Un TAV-8A Harrier (cabina biplaza) en 1978.

Se trataba de la variante biplaza de entrenamiento del AV-8A para el Cuerpo de Marines de los Estados Unidos. El TAV-8A Harrier estaba equipado con un turboventilador Rolls-Royce Pegasus Mk 103 y tenía el nombre de Harrier Mk 54 en la compañía.

### TAV-8S Matador
Era el modelo de exportación para la Armada de España del TAV-8A Harrier, que posteriormente se vendieron a la Armada Tailandesa. La designación española era de VAE-1 Matador mientras que en la compañía recibió el nombre de Harrier Mk 54.

## Operadores
España
- Armada Española
  - 8.ª Escuadrilla – 13 AV-8S "Matador" y 2 TAV-8S "Matador".[11] En servicio entre 1976–1996.[12]

 Estados Unidos
- Cuerpo de Marines de los Estados Unidos
  - Escuadrón VMA-231 – AV-8A/C Harrier. En servicio entre 1973–1985.[13]
  - Escuadrón VMA-513 – AV-8A/C Harrier. 1971–1986.[14]
  - Escuadrón VMA-542 – AV-8A/C Harrier. 1972–1986.[15]
  - Escuadrón de entrenamiento VMAT-203 – AV-8A y TAV-8A Harrier. 1975–1987.[16]

 India
- Armada India
  - La Armada India operó con aviones biplaza Harrier T.4 para entrenamiento de pilotos para el Sea Harrier.[17]

 Reino Unido
- Real Fuerza Aérea.
  - 1.er Escuadrón – Fue equipado en la base RAF Wittering con el Harrier GR.1 en 1969. Comenzó a ser reequipado con el Harrier GR.5 en 1988, retirándose el último GR.3 el 31 de marzo de 1989.[18]
  - 3.er Escuadrón – Formado en RAF Wildenrath con Harrier GR.1A el 1 de enero de 1971, trasladado a RAF Gütersloh en 1977. Reequipado con Harrier GR.5 en 1989.[19]
  - 4.º Escuadrón – Equipado con Harriers en RAF Wittering a principios de 1970, trasladado a la base Wildenrath en Alemania en junio del mismo año.  Trasladado a RAF Gütersloh en enero de 1977. Reemplazó sus GR.3 con Harrier GR.7 en 1990.[20]
  - 20.º Escuadrón – Formado en RAF Wittering en octubre de 1970, trasladado a Wildenrath a finales del mismo año. Disuelto en febrero de 1977, traspasando sus aviones a los otros dos escuadrones desplegados en Alemania.[21]
  - 233.ª Unidad de Conversión Operacional – Formado en RAF Wittering como unidad de conversión del Harrier en octubre de 1970.[22] Mantuvo en servicio la versión GR.3 hasta 1994,[23] y la T.4 hasta 1996.[24]
  - 1417º Escuadrón – Desplegado en Belice (América Central) entre 1980–1993.[25]
  - 1453º Escuadrón – Desplegado en Stanley, Islas Malvinas entre 1983 y junio de 1985.[26]
- Royal Navy
  - El 899.º Escuadrón Aeronaval operó con los biplazas Harrier T.4A y T.4N para enfrenamiento de pilotos para el Sea Harrier.[17]

 Tailandia
- Armada Real Tailandesa
  - 1.er Escuadrón del Ala 3, unidad de vuelo del portaaviones HTMS Chakri Naruebet – 7 aviones AV-8S y 2 TAV-8S precedentes de la Armada Española.[27] 1998– (retirados en 2006).[28][29]

## Historia operacional

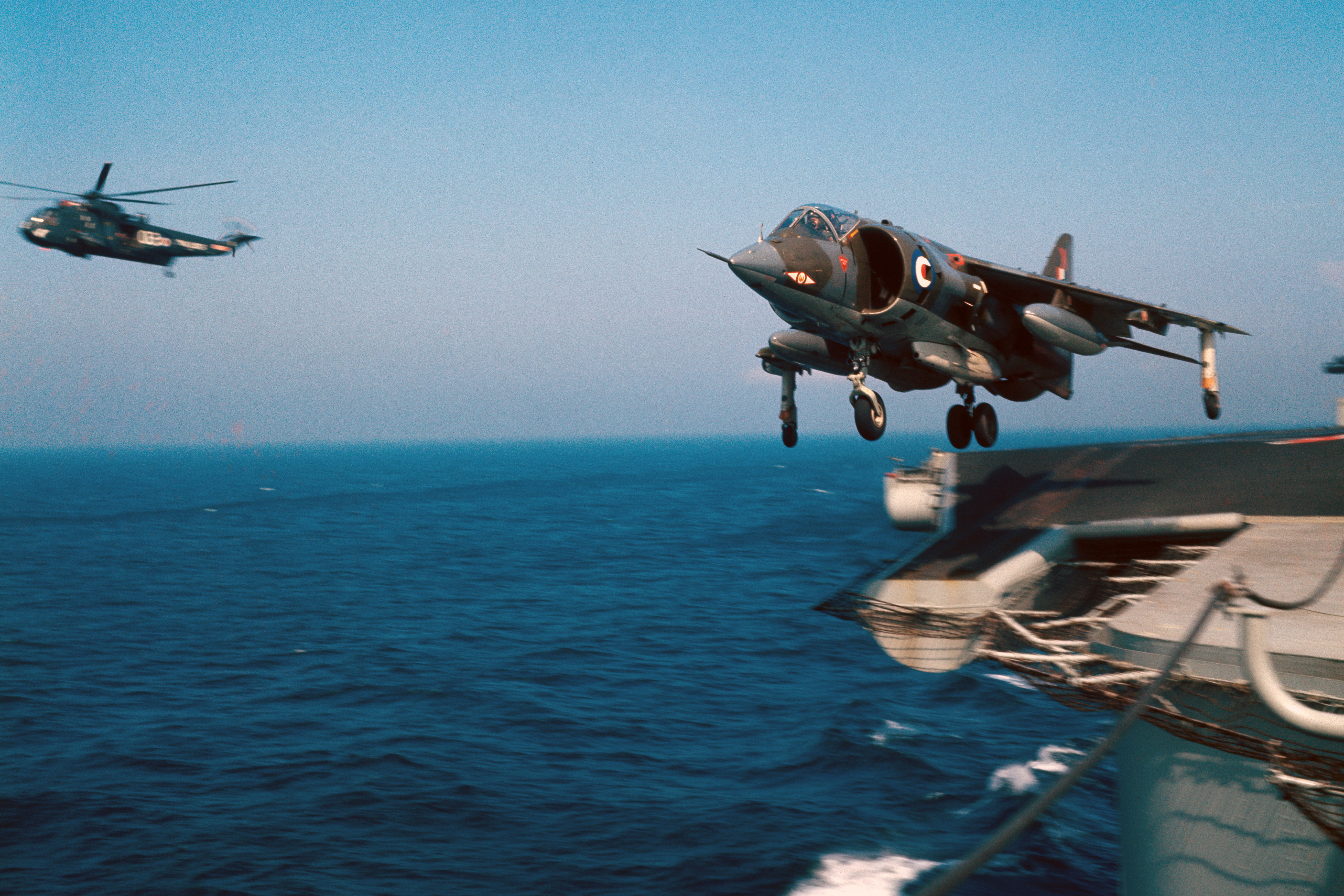
Hawker Siddeley Harrier GR.1 de la RAF durante pruebas de la Royal Navy. Despegando desde el HMS Ark Royal en mayo de 1971.

### Real Fuerza Aérea
La mayor parte de los Harrier de la RAF fueron desplegados en Alemania a partir de los años setenta para apoyar al I Cuerpo de Ejército británico, basado también en Alemania. La posibilidad de operar cerca del frente compensaba sus carencias, garantizando un número de misiones diarias superior al de los aviones convencionales. Durante las frecuentes maniobras de la OTAN los Harrier eran los únicos aviones que actuaban en bases provisionales camufladas y cercanas a la zona de operaciones, con apoyo logístico limitado y en carreteras o pistas de longitud reducida (del orden de los 200 m). La factibilidad de dispersar los Harrier en pequeños grupos en un amplio radio y hacerlos independientes de aeródromos más grandes y vulnerables se consideraba que daba a la OTAN mayor poder de disuasión frente a la amenaza de una invasión.

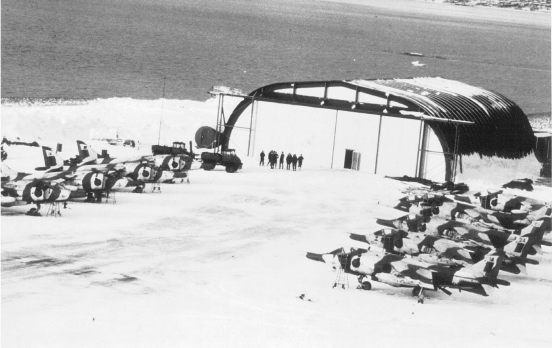
Harrier GR.3 de la RAF en Tromsø durante las maniobras Alloy Express 82.

Otra parte de los Harrier quedaron basados en Reino Unido. Su participación en maniobras y despliegues en Noruega fue frecuente, tanto en invierno como en verano. Los Harrier de la RAF se desplegaban regularmente en Noruega como apoyo aéreo de la 3.ª Brigada Comando de los Royal Marines, que reforzada por infantes de marina holandeses y alemanes constituía la fuerza de reacción rápida encargada de reforzar el flanco norte de la OTAN en Noruega. Irónicamente esta preparación para operaciones anfibias en climas fríos se pondrían en práctica no en Noruega, sino en Malvinas.
Para reforzar la guarnición británica destacamentos de Harrier fueron enviados periódicamente a Belice. En 1975 6 Harrier GR.1A del 1 Squadron se basaron en Ladyville durante unos meses, para enviar un aviso a Guatemala acerca de cualquier intención de agresión contra Belice. En 1977 se decidió que los Harrier se basaran permanentemente, creando el HarDet Belize. Se crearon varios escondites desde donde operarían en caso de conflicto. En 1980 se oficializó la presencia con la creación del 1417 (Tactical Ground Attack) Flight (1417 (TGA) Flt), que siguió en el país hasta 1993. Las dotaciones se iban rotando y esto era aprovechado para entrenarse al máximo, pues Belice ofrecía mucho espacio aéreo libre de restricciones. Tres Harrier se perdieron en accidentes en Belice.

### Royal Navy
Ante la cancelación del futuro portaviones convencional CVA-01 la Royal Navy necesitaba un barco con gran capacidad antisubmarina para hacer frente a la amenaza soviética. Primero se modificó el crucero HMS Tiger para poder transportar hasta 4 helicópteros Sea King. La experiencia fracasó y la Royal Navy pasó a defender que un grupo aéreo de al menos 9 helicópteros era lo idóneo, por lo que se diseñó un nuevo buque portahelicópteros antisubmarino. A alguien se le ocurrió solicitar la versión Sea Harrier para la Royal Navy, dando a esos barcos la capacidad de defenderse de los aviones soviéticos, aunque una capacidad bastante limitada dada la velocidad y armamento del Sea Harrier. La Royal Navy se decidió a sacar el máximo partido de lo que tenía y ordenó la instalación de una rampa al final de la cubierta de vuelo para mejorar la seguridad de los despegues así como la carga bélica y combustible de los Sea Harrier. Tras todas esas carambolas por fin en 1980 entraba en servicio el HMS Invincible con una dotación de 5 Sea Harrier y 10 helicópteros Sea King.
La primera y principal experiencia real de combate de los Harrier fue durante la guerra de las Malvinas contra Argentina, donde se utilizaron tanto el Sea Harrier de la Royal Navy como el Harrier GR.3 de la RAF. Un total de 28 Sea Harriers y 10 Harrier GR.3 se desplegaron en el teatro de operaciones. En Ascensión quedaron 3 Harrier GR.3 equipados con misiles AIM-9 encargados de la defensa aérea hasta que se destacaron algunos Phantom FGR.2 el 24 de mayo. A finales de mayo otros 6 GR.3 llegaron a Ascensión. El 8 de junio 4 Harrier GR.3 de Ascensión se transfirieron a Malvinas para cubrir las perdidas.

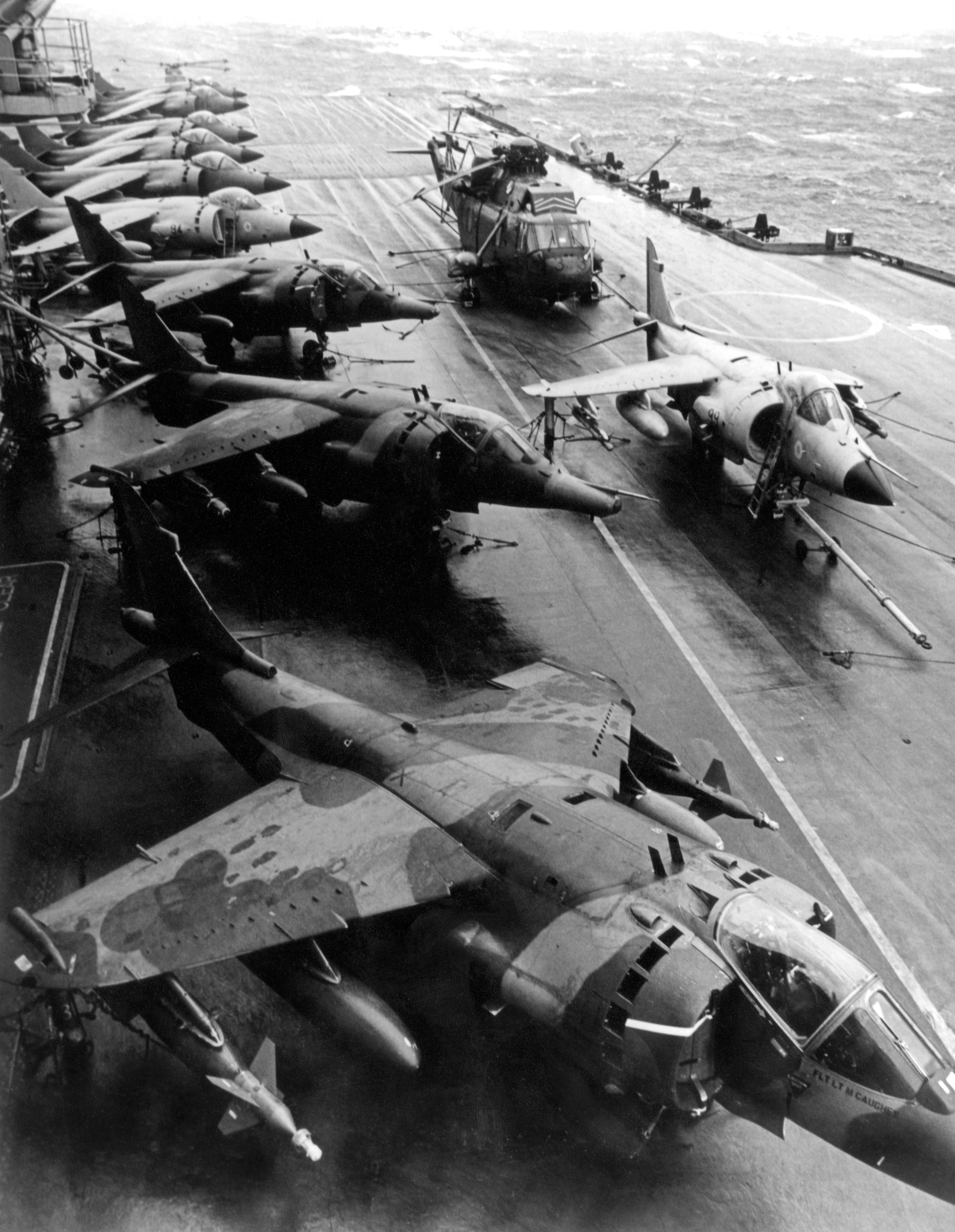
Los Harrier GR.3 de la RAF junto a los Sea Harrier en la cubierta del HMS Hermes.

El Sea Harrier tuvo importancia en las actividades navales, aunque apenas acababa de empezar su servicio naval y no había sido diseñado para ese tipo de combate. Había muchas dudas acerca de cómo se comportarían los Sea Harrier en combate real, y si sus capacidades y número serían suficientes para hacer frente a los argentinos. La Royal Navy solo contaba entonces con tres escuadrones equipados con Sea Harrier, 800 NAS y 801 NAS (5 aviones cada uno para operar desde elHermes yInvincible) y 899 NAS de entrenamiento (con unos 12 Sea Harriers). El 899 transfirió 3 aviones al 801 para equipar al Invincible y 7 aviones al 800 para operar desde el Hermes. Ante la falta de pilotos suficientes la RAF transfirió a la Royal Navy algún piloto de Harrier con experiencia en cazas. Se trató de crear un tercer escuadrón operacional enviando 8 Sea Harrier adicionales, alguno recién salido de la fábrica. Los Sea Harrier operaban principalmente para defensa aérea, ya que eran demasiado pocos para arriesgarse a emplearlos en otras misiones. La RAF envió inicialmente 10 GR.3 como refuerzo, ya que se estimaba que se perdería 1 Sea Harrier al día. Los GR.3 fueron preparados rápidamente para poder emplear misiles aire-aire AIM-9 y se entrenaron en despegues con Ski jump antes de partir a Ascensión. Debido a la presencia de tantos aviones los ingleses se vieron obligados a mantener parte de las aeronaves en la cubierta de vuelo por falta de espacio en los hangares. 
Los Sea Harrier reclamaron el derribo de 23 aviones argentinos, éxito debido en parte al uso de los últimos modelos de misiles Sidewinder y sobre todo a gozar de la ventaja táctica, ya que los aviones argentinos operaban en distancias extremas. Sin embargo no pudieron conseguir superioridad aérea completa e impedir los ataques argentinos diurnos o nocturnos ni detener los vuelos de los transportes C-130 Hércules a las islas. Apenas se dieron casos de combate aéreo, siendo la mayor parte de los derribos intercepciones de aviones de ataque argentinos. Los británicos perdieron 10 Harrier en Malvinas. Las fuerzas argentinas reclamaron haber derribado otros 6 aviones, entre ellos uno alcanzado por proyectiles de 30 mmm de un IAI Dagger.

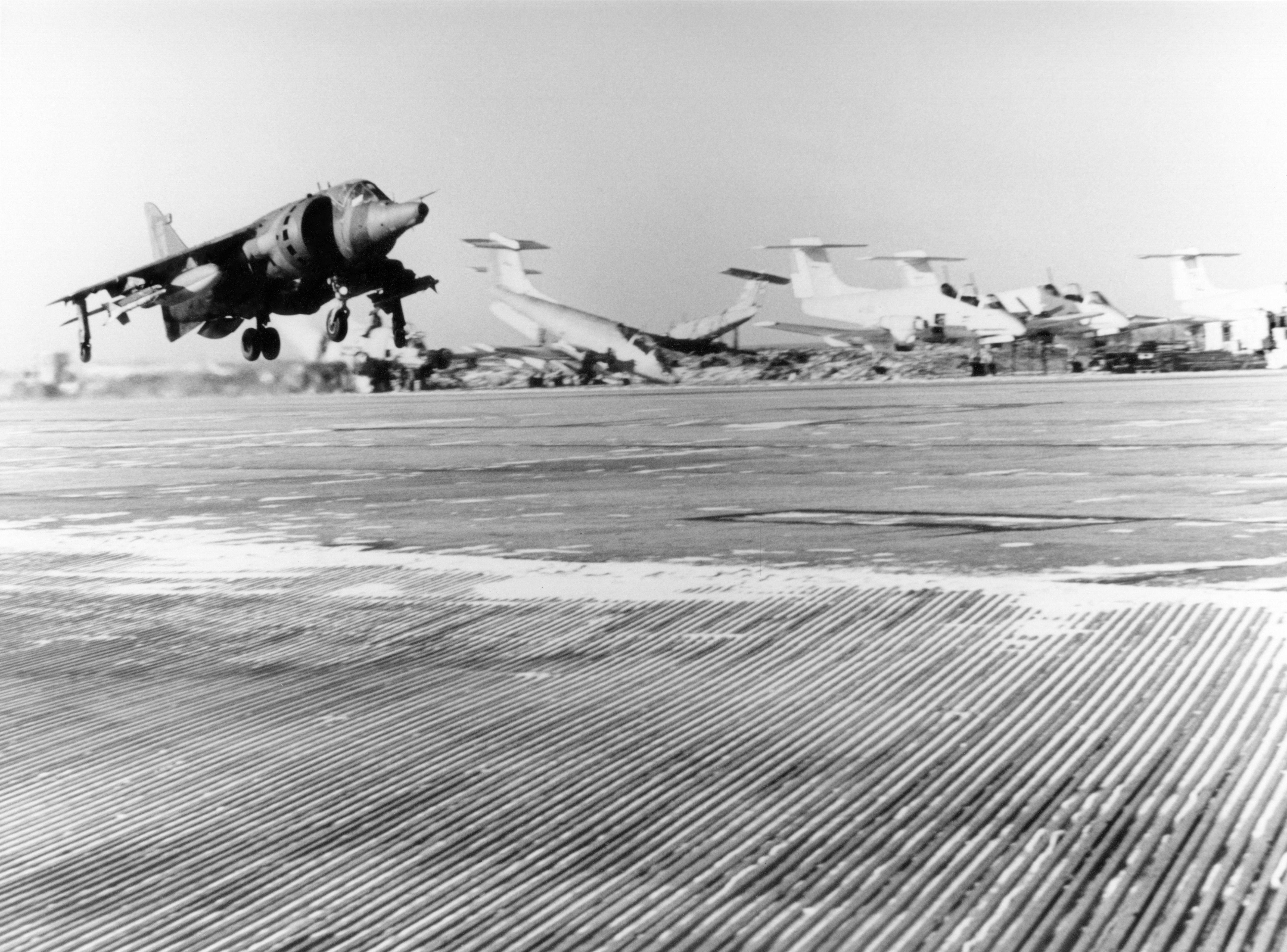
Un Gr.3 del No.1 Squadron de la RAF en Malvinas, tras la rendición argentina. Al fondo se pueden ver varios Pucara, capturados en distinto estados.

Las unidades y número de Harrier desplazados a Malvinas fueron los siguientes:
- 800 Squadron: 12 Sea Harrier FRS.1 basados en el HMS Hermes. Dos perdidos.
- 801 Squadron: 8 Sea Harrier FRS.1 basados en el HMS Invincible. Cuatro perdidos.
- 809 Squadron: 8 Sea Harrier FRS.1  divididos a partes iguales entre el HMS Hermes y HMS Invincible. Los Harrier de la Royal Navy realizaron 1.435 misiones, de ellas 1.335 de combate, durante 45 días.[38]
- 1 Squadron: 10 Harrier GR.3 basados en el HMS Hermes y FOB San Carlos. 4 perdidos, 3 gravemente dañados y 126 misiones de combate. 4 GR.3 adicionales llegaron a Malvinas, demasiado tarde para ver combate.[39][40][41][42]

El combate real puso de manifiesto todas las ventajas del Sea Harrier: ofrecía un blanco pequeño, las toberas emitían una firma baja que dificultaba ser alcanzado por misiles de guía infrarroja, el motor Pegasus emitía poco humo y por último pero muy importante durante las operaciones se demostró una excelente fiabilidad y facilidad de mantenimiento. El radar Blue Fox estuvo más allá de lo que se le pedía, aunque su rendimiento fue malo en Malvinas debido a las tácticas argentinas. También quedaron claras muchas limitaciones del Sea Harrier que se tratarían de subsanarse con el tiempo. Sin embargo no hubo una diferencia clara en combate aéreo respecto a los Mirage III argentinos, más bien la profesionalidad de los pilotos británicos que supieron aprovechar la ventaja táctica fue lo que se impuso al final. La Armée de l'Air francesa envió un Mirage III a Inglaterra para que los pilotos ingleses conocieran mejor a su enemigo y diseñaran las mejores tácticas. El Atlantic Conveyor transportó 8 Sea Harrier del 809 Squadron y 6 Harrier GR.3 desde Ascensión al área de conflicto. Desde el HMS Hermes operaron 16 Sea Harrier de la Marina Real y los Harrier GR.3 de la RAF, que se reservaron para proporcionar apoyo cercano a las tropas y atacar posiciones argentinas, aunque no pudieron destruir la pista de Puerto Argentino/Stanley. Los GR.3 debían ser escoltados sobre el mar al carecer de equipos de navegación adecuados, por lo cual en cuanto fue posible se basaron en San Carlos Forward Operating Base. La RAF dejó un destacamento de Harrier en Malvinas tras la guerra, el 1453 Flight. Los Harrier de la RAF no volverían a entrar en combate y las células de Hawker Siddeley serían reemplazadas por el nuevo y mejorado RAF Harrier II desarrollado por McDonnell Douglas.
El Sea Harrier FRS.1 volvería a combate durante el conflicto bosnio, donde un avión fue derribado por las defensas serbias en 1993. el piloto, teniente Nick Richardson, se eyectó y fue rescatado por el Special Air Service (SAS). Estas misiones continuaron mientras que los Sea Harrier fueron actualizados al estándar FA2. Durante la guerra de Kosovo participaron en patrullas pero sin realizar ataques. El Sea Harrier también estuvo patrullando sobre Irak durante 12 años en las zonas de exclusión aérea.
Las fuerzas del Sea Harrier y el Harrier GR7 se fusionaron para formar la Joint Force Harrier en 2000. Con la retirada del Sea Harrier en 2006, la RAF y la Royal Navy compartirán los GR9 hasta la llegada del F-35.

### Marines

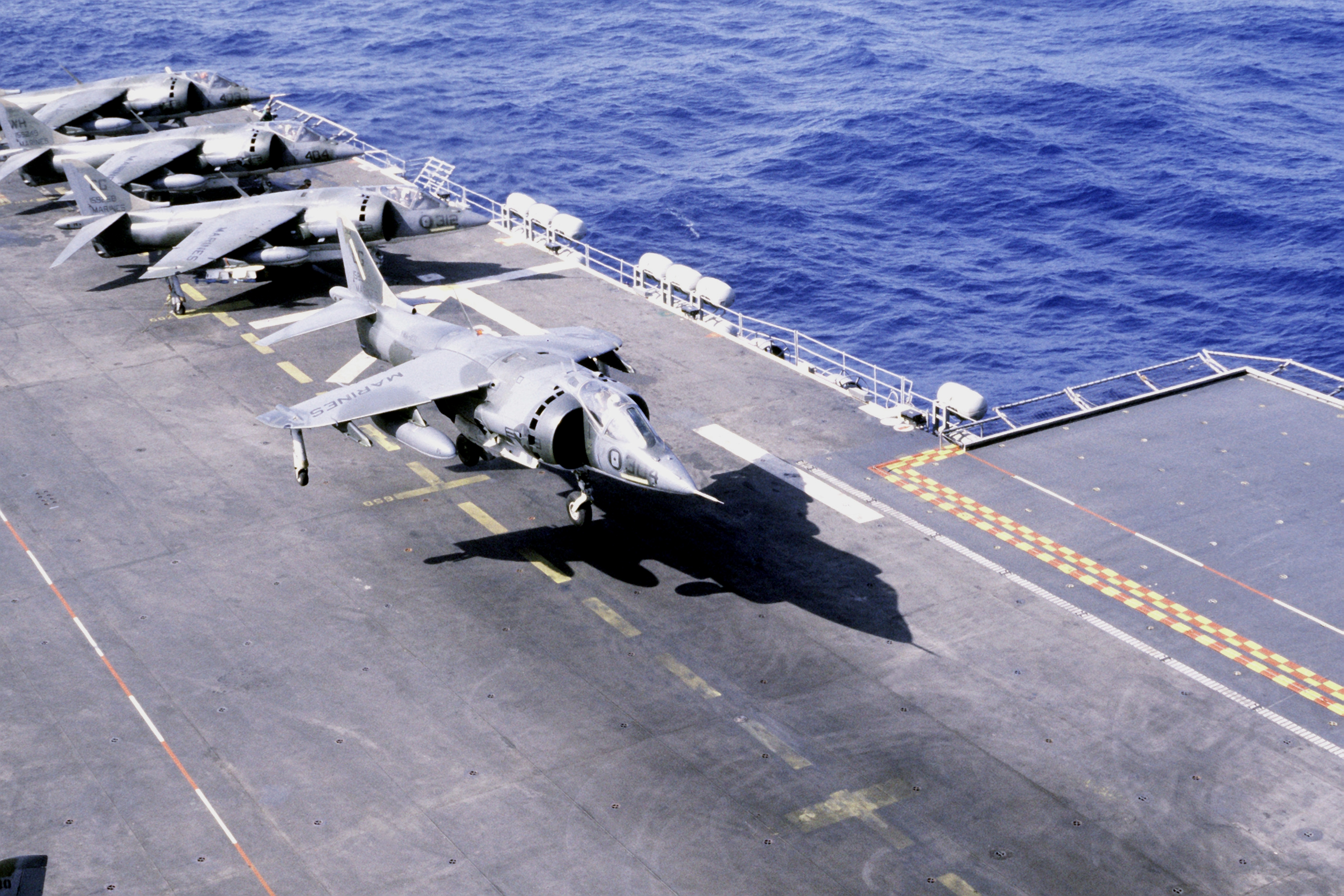
Harriers de los escuadrones VMA-231 y VMA-542 durante su asignación al USS Nassau en 1982.

La capacidad de despegar desde pistas improvisadas y proporcionar un apoyo aéreo casi inmediato, fue la razón por la el US Marine Corps se convirtió en el usuario más significativo del AV-8. Para superar las reticencias hubo que buscar alianzas locales com McDonell Douglas y Pratt & Withney. En 1970 se encargaron 102 AV-8A y dos entrenadores TAV-8A. El Cuerpo de Marines de los Estados Unidos utilizó sus Harrier para apoyo aéreo cercano, operando desde buques de asalto anfibio o desde bases de operaciones avanzadas. En 1982 se experimentó equipando al buque de asalto anfibio USS Nassau (LHA-4) con dos escuadrones de AV-8 para patrullar en el Mediterráneo, reforzando a la VI Flota con este Harrier carrier. Anteriormente en 1976-1977 los Harrier se integraron en el ala embarcada del portaviones clase Midway  USS Franklin D. Roosevelt durante sus operaciones en el Mediterráneo. El empleo agresivo del Harrier por parte de los Marines supuso la pérdida de muchos de ellos en accidentes.  También los Marines supieron descubrir que las características del harrier podían hacerlo imbatible en combate aéreo cerrado. Los supervivientes se llevaron a la actualización AV-8C.
Los Marines fueron pioneros en instalar misiles Sidewinder en sus AV-8A, y en su búsqueda de como sacar el mayor partido de los AV-8A en combate aéreo inventaron la técnica VIFF (vectoring in forward flight). La técnico la creó el capitán Harry Blot en 1970, revirtiendo completamente la dirección de las toberas de escape mientras volaba a gran velocidad en su primer vuelo de prueba. La primera unidad de combate se creó en 1971, el Escuadrón de Ataque VMA 513. En este escuadrón el capitán Harry Blot estaba a cargo del desarrollo de maniobras de combate aéreo (ACM) con el Harrier. Blot creeía que el VIFF era una práctica común en la RAF. 

### España
En 1972 cuando la Armada española solicitó una demostración del Harrier a bordo del "Dédalo", que realizó el piloto de pruebas John Farley en aguas de Barcelona. Las pruebas demostraron que la cubierta de madera del "Dédalo" soportaría la temperatura de los escapes de la turbina de los Harrier. Las circunstancias políticas de la época impidían que la Armada pudiera comprar los aviones directamente, teniendo que comprarlos a EE. UU. Los Harrier llegaron a España en 1976, integrándose en la 8.ª escuadrilla. La Armada se convirtió en la primera del mundo en usar los Harrier embarcados. Durante el viaje de entrega a España, uno de los siete Harrier AV-8A comprados se perdió. En 1980 se compraron 5 AV-8S directamente de Gran Bretaña. Tras muchos años de servicio la 8.ª escuadrilla fue desactivada en 1997, vendiendo sus 9 AV-8A/S a Tailandia.

## Especificaciones (Harrier GR.3)
Referencia datos: Jane's All The World's Aircraft 1988–89

### Características generales
- Tripulación: 1 piloto
- Longitud: 14,27 m
- Envergadura: 7,70 m
- Altura: 3,63 m
- Superficie alar: 18,68 m²
- Peso vacío: 5.140 kg
- Peso máximo al despegue: 15.430 kg
- Planta motriz: 1× turbofán con 4 toberas giratorias para empuje vectorial Rolls-Royce Pegasus 103.
  - Empuje normal: 95,6 kN (9752 kgf; 21 500 lbf) de empuje.

### Rendimiento
- Velocidad máxima operativa (Vno):  1,176 km/h
- Alcance: 2 hora y 30 min (patrulla aérea de combate a 185 km de la base)
- Radio de acción: 370 m (1214 ft) misión lo-lo-lo con 2.000 kg de carga útil
- Alcance en ferry: 3425 m (11 237 ft)
- Techo de vuelo: 15 606 m (51 200 ft)
- Régimen de ascenso: Trepada a 12.200 m en 2 min 23 s
- Empuje/peso: Otros general

### Armamento
- Cañones: 4× ADEN de calibre 30 mm en contenedor bajo el fuselaje (opcional)
- Puntos de anclaje: 5 (4 pilones subalares y 1 pilón bajo el fuselaje) con una capacidad de 2.268 kg, para cargar una combinación de:  
  - Bombas: 

    - Varios tipos de bombas convencionales de caída libre
    - Bombas de racimo BL755
    - Bombas guiadas por láser

  - Cohetes: 4× contenedores Matra con 36× cohetes SNEB de 88 mm cada uno
  - Misiles: 4 misiles aire-aire de corto alcance
  - Otros: 

    - 1 contenedor de reconocimiento
    - 2 tanques de combustible externos

### Desarrollos relacionados
- Hawker P.1127/Kestrel FGA.1
- British Aerospace Sea Harrier
- AV-8B Harrier II
- British Aerospace Harrier II

### Aeronaves similares
- Rockwell XFV-12
- Yakovlev Yak-38
- VFW VAK 191B

### Secuencias de designación
- Secuencia _V-_ (Aeronaves STOL/VTOL estadounidenses, 1962-presente): ← V-6 - CV-7 - V-8 - AV-8A/B - V-9 - OV-10 - V-11 →

### Listas relacionadas
- Anexo:Aeronaves de la Fuerza Aérea de los Estados Unidos (históricas y actuales)